# Marash Hajati
Marash Hajati (ur. 10 stycznia 1934 w Szkodrze, zm. 28 marca 2013) – albański dziennikarz i publicysta.

## Życiorys
W 1957 roku ukończył studia dziennikarskie na Wydziale Filologicznym Uniwersytetu w Petersburgu, pełnił następnie funkcję redaktora czasopisma Puna.
W latach 1974–1988 był dyrektorem naczelnym Radio Televizioni Shqiptar, a w latach 1988-90 był redaktorem naczelnym czasopisma Zëri i Popullit.
Od 1999 roku do swojej śmierci w 2013 był prezesem Związku Dziennikarzy Albanii.

## Publikacje[1][2]
- Çanta me kontratë
- Fitimtarë mbi tërmetin
- Histori dhe Vizion Stefani & Co
- Tërmeti tundi malet por jo zemrat tona
- Vite befasish
- Bijtë e tokës sime (1982)
- Dera e prapme shtypit (1998)
- Shqipëria në kapërcimin e shekullit (1999)
- Tish Daija, i veçanti (2005)
- Dritëro, kohës i falemi për këtë ditar